# Ambasciatori austriaci in Bulgaria

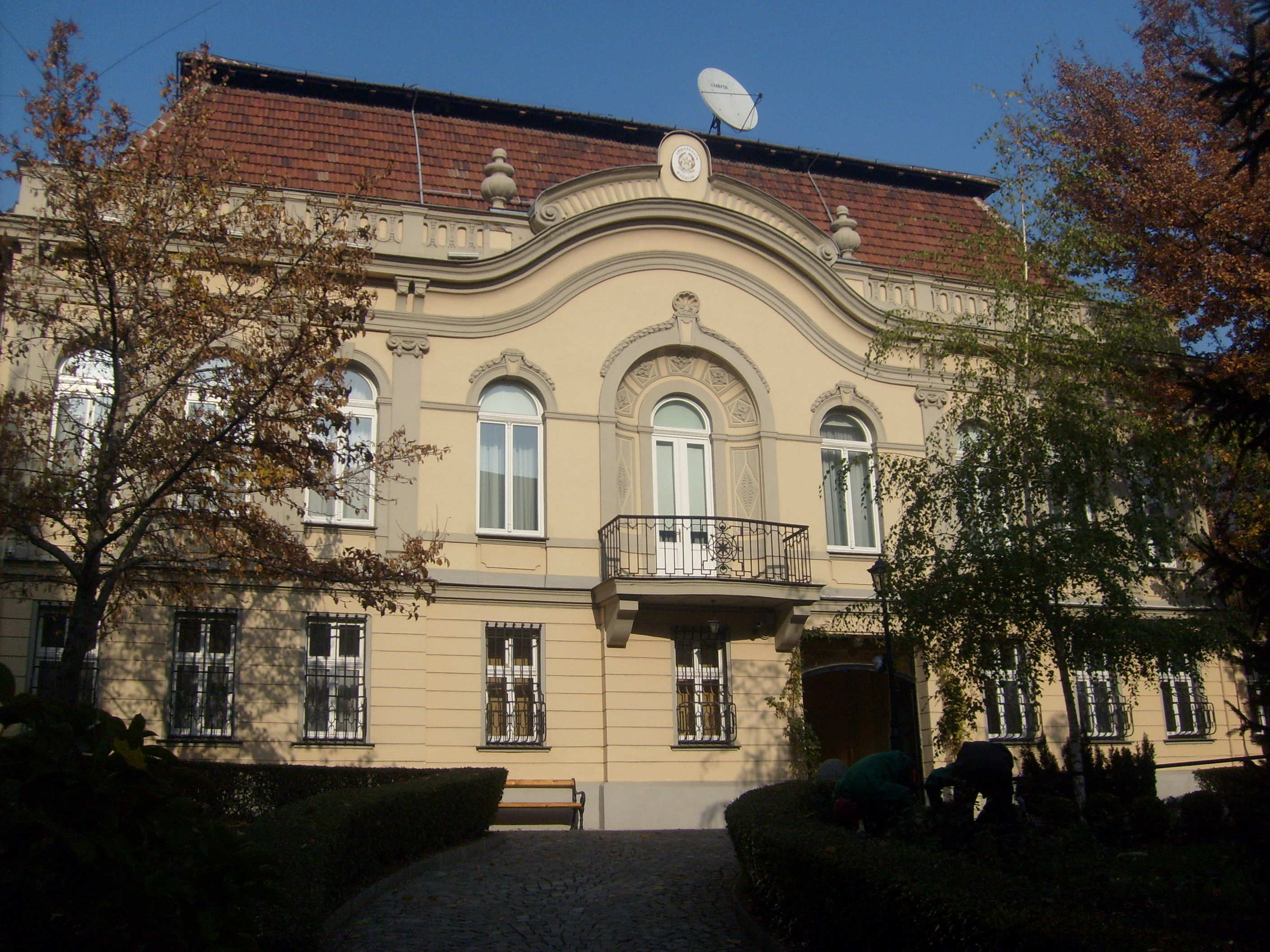
La vecchia sede dell'ambasciata austriaca (oggi italiana) in Bulgaria

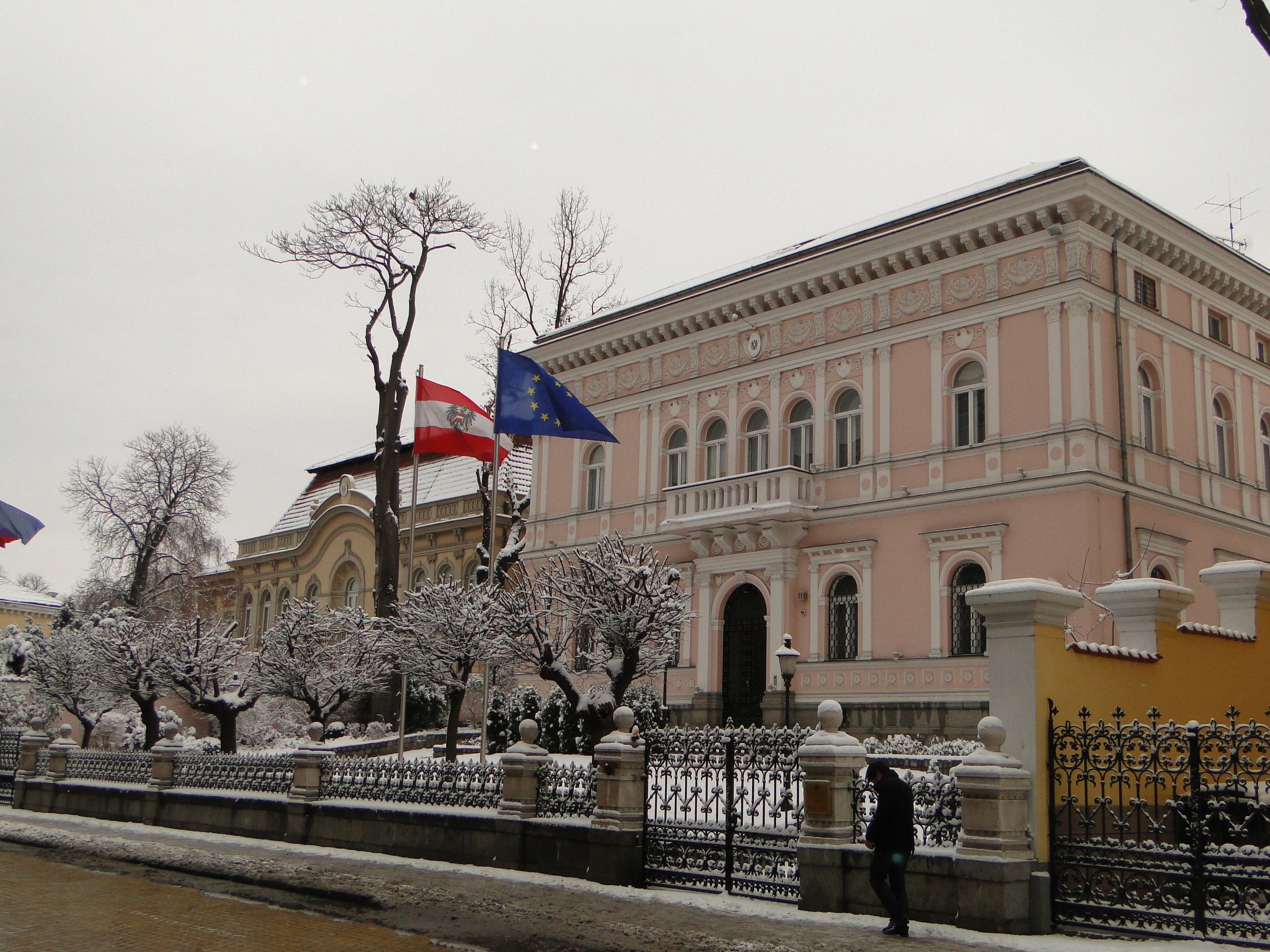
L'attuale sede dell'ambasciata austriaca in Bulgaria

L'ambasciatore austriaco in Bulgaria è il primo rappresentante diplomatico dell'Austria (già dell'Impero austro-ungarico) in Bulgaria. Le relazioni diplomatiche tra i due paesi ebbero inizio nel 1879 con la figura di un console generale per l'allora principato di Bulgaria. Nel 1909 venne aperta ufficialmente la prima ambasciata austroungarica in Bulgaria.

## Impero austro-ungarico

### Consoli generali
- 1879–1881: Rudolf von Khevenhüller-Metsch[1][2]
- 1881–1887: Rüdiger von Biegeleben[1]
- 1887–1895: Stephan Burián von Rajecz[1]
- 1895–1900: Guido von Call zu Rosenburg und Kulmbach[1]
- 1900–1904: Ladislaus Müller von Szentgyörgy[1]
- 1904–1905: Karl von Braun[1][3]
- 1905–1909: Franz Johann Duclas von Thurn und Valsássina-Como-Vercelli[1]

### Ambasciatori
- 1909-1911: Carl von Giskra
- 1911-1916: Adam Tarnowski von Tarnów
- 1916-1917: Ludwig Szechényi
- 1917-1918: Otto Czernin

## Repubblica austriaca
- 1921-1924: August Kral
- 1924-1928: Rudolf Kohlruss
- 1928-1929: Rudolf Kohlruss
- 1929-1932: Eugen von Wurzian
- 1932-1933: Hans Hammer
- 1933-1934: Josef von Eckhardt
- 1934-1936: Emmerich von Herzfeld
- 1936-1937: Josef von Eckhardt
- 1937-1938: Adrian Rotter

1938-1945: Relazioni diplomatiche gestite direttamente dalla Germania nazista
- 1950-1954: Oliver Rességuier
- 1954-1958: Adolf Heinrich Hobel
- 1958-1968: Ludwig Steiner
- 1968-1972: Walther Peinsipp
- 1972-1975: Arthur Agstner
- 1975-1980: Dieter Bukowski
- 1980-1985: Berta Braun
- 1985-1988: August Tarter
- 1988-1993: Manfred Kiepach
- 1993-1995: Erich Kirsten
- 1995-2002: Georg Potyka
- 2002-2007: Karl Diem
- 2007-2010: Klaus Fabjan
- 2010-2014: Gerhard Reiweger
- 2014-2018: Roland Hauser
- Dal 2018: Andrea Wicke